# Мейвілл (Вісконсин)
Мейвілл (англ. Mayville) — місто (англ. city) в США, в окрузі Додж штату Вісконсин. Населення — 5196 осіб (2020).

## Географія
Мейвілл розташований за координатами 43°29′53″ пн. ш. 88°32′46″ зх. д. / 43.49806° пн. ш. 88.54611° зх. д. (43.498173, -88.546059).  За даними Бюро перепису населення США в 2010 році місто мало площу 8,51 км², з яких 8,21 км² — суходіл та 0,30 км² — водойми.

## Демографія
Згідно з переписом 2010 року, у місті мешкали 5154 особи в 2171 домогосподарстві у складі 1404 родин. Густота населення становила 606 осіб/км².  Було 2321 помешкання (273/км²).
Расовий склад населення:
| - 96,6 % — білих - 0,6 % — азіатів - 0,2 % — корінних американців - 0,2 % — чорних або афроамериканців - 1,4 % — осіб інших рас |

До двох чи більше рас належало 1,0 %. Частка іспаномовних становила 2,7 % від усіх жителів.
За віковим діапазоном населення розподілялося таким чином: 23,6 % — особи молодші 18 років, 59,7 % — особи у віці 18—64 років, 16,7 % — особи у віці 65 років та старші. Медіана віку мешканця становила 41,1 року. На 100 осіб жіночої статі у місті припадало 97,7 чоловіків;  на 100 жінок у віці від 18 років та старших — 95,0 чоловіків також старших 18 років.
Середній дохід на одне домашнє господарство  становив 55 922 долари США (медіана — 50 293), а середній дохід на одну сім'ю — 64 380 доларів (медіана — 63 136). За межею бідності перебувало 8,8 % осіб, у тому числі 14,5 % дітей у віці до 18 років та 2,7 % осіб у віці 65 років та старших.
Цивільне працевлаштоване населення становило 2591 особа. Основні галузі зайнятості: виробництво — 40,0 %, освіта, охорона здоров'я та соціальна допомога — 12,9 %, роздрібна торгівля — 8,3 %, мистецтво, розваги та відпочинок — 8,2 %.